# 반 지구
《반 지구》(Half-Earth: Our Planet's Fight for Life)는 진화생물학자 E. O. 윌슨이 쓴 책이다. 이 책은 진화의 주체가 인간 개체나 종이 아니라 유전자이며 인간은 유전자 보존을 위해 맹목적으로 프로그램된 기계에 불과하다고 주장하여 생물학계의 논쟁을 불러일으켰다고 흔히 알려져 있다.